# Коммунистическая партия Грузии (СССР)
Коммунистическая партия Грузии (груз. საქართველოს კომუნისტური პარტია) — коммунистическая партия в составе КПСС. Правящая политическая партия Грузинской ССР в 1921—1990 годах.

## История
Коммунистическая партия Грузии была составной частью КПСС и органически связана с общероссийским рабочим движением. Первой марксистской организацией в Закавказье стала «Месаме-даси», основанная в 1892 году в Тбилиси. В конце 1890-х в её составе возникло революционное крыло, в которое вошли такие лидеры, как М. З. Бочоридзе, В. З. Кецховели, Ф. И. Махарадзе, И. В. Сталин, И. Ф. Стуруа, А. Г. Цулукидзе, М. Г. Цхакая, З. И. Чодришвили и др.. Под влиянием Петербургского «Союза борьбы за освобождение рабочего класса» в Грузии началась активная работа по созданию социал-демократических организаций, и в 1898 году был создан Тбилисский комитет РСДРП, который возглавил борьбу рабочего класса в Грузии.
К началу XX века социал-демократические группы существовали в крупнейших городах региона, таких как Тбилиси, Батуми и Кутаиси, и проводили революционную деятельность совместно с русскими социал-демократами. В 1903 году прошёл первый съезд Кавказских социал-демократических организаций, который учредил Кавказский союз РСДРП, включивший представителей из Грузии, Армении и Азербайджана.
Во время Революции 1905—1907 годов большевистские организации Грузии активно участвовали в стачках и восстаниях, поддерживая курс В. И. Ленина. Несмотря на репрессии, они сумели сохранить свои организации и в годы Первой мировой войны продолжали воспитывать пролетариат в духе интернационализма.
После Февральской революции 1917 года большевики Грузии развернули борьбу за установление Советской власти.
По решению ЦК РКП(б) в мае 1920 большевистская организация Грузии оформилась в Коммунистическую партию (большевиков) Грузии (КП(б)Г), был создан Временный ЦК. В связи с образованием компартий Азербайджана, Армении и Грузии Кавказский крайком прекратил своё существование; руководящим партийным органом стало Кавбюро ЦК РКП(б).
В феврале 1921 года в Грузии вспыхнуло вооруженное восстание против меньшевистского правительства. Коммунисты, возглавившие это движение, создали Революционный комитет и уже 25 февраля меньшевики были свергнуты, и в республике была установлена Советская власть.
В 1922 году Коммунистическая партия была подчинена Закавказскому краевому комитету РКП(б) — ВКП(б).
В апреле 1937 года партия стала составной частью ВКП(б).
В октябре 1952 года была переименована в Коммунистическую партию Грузии.
28 октября 1990 года были проведены первые многопартийные выборы в Верховный Совет Грузинской ССР, в которых убедительную победу одержали национально-политические организации, входящие в блок «Мргвали Магида — Тависупали Сакартвело» («Круглый стол — свободная Грузия»; лидер — бывший диссидент З. Гамсахурдиа).
В декабре 1990 года партия вышла из состава КПСС и сменила название на Независимую коммунистическую партию Грузии. Однако, 26 августа 1991 года решением Верховного Совета Грузии Коммунистическая партия была запрещена.
| год  | членов | кандидатов в члены |
| ---- | ------ | ------------------ |
| 1921 | ~9000  | …                  |
| 1925 | 11338  | 5026               |
| 1932 | 31634  | 19948              |
| 1940 | 51452  | 37499              |
| 1949 | 148137 | 18230              |
| 1958 | 189257 | 7529               |
| 1966 | 245988 | 12431              |
| 1971 | 286084 | 10291              |
| 1985 | 362546 | …                  |
| 1990 | 400662 | …                  |

## Членство
На момент основания Коммунистическая партия Грузии насчитывала около 9 тысяч членов в своих рядах.
Число коммунистов в республике росло вплоть до 1990 года, достигнув числа в 400 662 членов и кандидатов в члены на 1 января 1990 года.

## Съезды партии
- I съезд КП(б)Г (23 января—1 февраля 1922 г.) — учредительный
- II съезд КП(б)Г (14—18 марта 1923 г.)
- III съезд КП(б)Г (6—11 мая 1924 г.)
- IV съезд КП(б)Г (30 ноября — 5 декабря 1925 г.)
- V съезд КП(б)Г (12—19 ноября 1927 г.)
- VI съезд КП(б)Г (1—10 июля 1929 г.)
- VII съезд КП(б)Г (28 мая — 5 июня 1930 г.)
- VIII съезд КП(б)Г (20— 24 января 1932 г.)
- IX съезд КП(б)Г (10—14 января 1934 г.)
- X съезд КП(б)Г (15— 21 мая 1937 г.)
- XI съезд КП(б)Г (15—19 июня 1938 г.)
- XII съезд КП(б)Г (26 февраля—2 марта 1939 г.)
- XIII съезд КП(б)Г (15—19 марта 1940 г.)
- XIV съезд КП(б)Г (25—29 января 1949 г.)
- XV съезд КП(б)Г (15— 18 сентября 1952 г.)
- XVI съезд КП Грузии (16—18 февраля 1954 г.)
- XVII съезд КП Грузии (18—21 января 1956 г.)
- XVIII съезд КП Грузии (27—29 января 1958 г.)
- Внеочередной XIX съезд КП Грузии (12—13 января 1959 г.)
- XX съезд КП Грузии (25—26 января 1960 г.)
- XXI съезд КП Грузии (27—29 сентября 1961 г.)
- XXII съезд КП Грузии (29—30 января 1964 г.)
- XXIII съезд КП Грузии (2—4 марта 1966 г.)
- XXIV съезд КП Грузии (27 февраля—1 марта 1971 г.)[8]
- XXV съезд КП Грузии (22—24 января 1976 г.)
- XXVI съезд КП Грузии (22—24 января 1981 г.)
- XXVII съезд КП Грузии (24—25 января 1986 г.)
- XXVIII съезд КП Грузии (15—16 мая 1990 г.)
- XXXIV съезд КП Грузии (7—8 декабря 1990 г.)[10].